# Ceratophyllus fionnus
Ceratophyllus fionnus är en loppart som beskrevs av Usher 1968. Ceratophyllus fionnus ingår i släktet Ceratophyllus och familjen fågelloppor. Inga underarter finns listade i Catalogue of Life.